# عرقطو
عرقطو هي قرية في مقاطعة هشترود، إيران. عدد سكان هذه القرية هو 182 في سنة 2006.